# (2105) Gudy
(2105) Gudy (1976 DA) ist ein Asteroid des inneren Hauptgürtels, der am 29. Februar 1976 von Hans-Emil Schuster am La-Silla-Observatorium entdeckt wurde.

## Benennung
Der Asteroid wurde vom Entdecker in „sentimentaler Erinnerung“ an seine Studienzeit nach Gudrun Werner von Hamburg benannt.